# San Pedro el Grande
San Pedro el Grande är en ort i Mexiko.   Den ligger i kommunen San Lucas och delstaten Michoacán de Ocampo, i den södra delen av landet, 200 km sydväst om huvudstaden Mexico City. San Pedro el Grande ligger 274 meter över havet och antalet invånare är 117.
Terrängen runt San Pedro el Grande är kuperad åt nordost, men åt sydväst är den platt. Runt San Pedro el Grande är det ganska glesbefolkat, med 30 invånare per kvadratkilometer. Närmaste större samhälle är Huetamo de Núñez, 15,6 km nordväst om San Pedro el Grande. I omgivningarna runt San Pedro el Grande växer huvudsakligen savannskog.